# Camí de les Bordes

El Camí de les Bordes, respecte del terme d'Abella de la Conca

El Camí de les Bordes és un camí del terme d'Abella de la Conca, a la comarca del Pallars Jussà.
Recorre el peu de la cinglera de migjorn de la Serra de Carreu, arrencant des del Camí de Mas Palou a prop i a ponent d'aquest mas, i s'enfila pels Serrats de la Font de Bufal cap al nord-oest. Passa a prop i a llevant de Casa Sarró, després per la casa dels Serrats, a peu de camí, de seguida passa per sota i a llevant de la Borda del Miquelet, on ja comença a girar cap al nord-est. Tot seguit s'adreça a Casa Toà, al nord-est de la qual troba l'arrencada cap a ponent del Camí de la Collada del Trumfo. Encara, continua cap a l'est-nord-est fent giragonses per passar pel nord de Casa Víctor; passa per la Feixa el Mola, per migdia del Tossal dels Qualls, i arriba a la Collada del Marinxina.
Continua encara cap al nord-est, i passa ran de la Borda del Castelló i, més lluny, de la Borda Marinxina. Al cap d'un tram més arriba al Tros Rodat, des d'on continua encara cap a llevant per atènyer la Collada i, al nord, la Borda del Paulí. A 100 metres a llevant de la Collada té el seu final, al lloc del Comellaret, però antigament continuava cap a llevant (ara és un corriol), cap a Cal Pere del Trena i fins a Casa Girvàs, on enllaça amb el Camí de Casa Girvàs.

## Etimologia
Es tracta d'un topònim romànic modern, de caràcter descriptiu: pren el nom de les bordes a prop de les quals passa, a les quals comunica amb Abella de la Conca.